# Représentant permanent aux Nations unies
 (juin 2022).
Si vous disposez d'ouvrages ou d'articles de référence ou si vous connaissez des sites web de qualité traitant du thème abordé ici, merci de compléter l'article en donnant les références utiles à sa vérifiabilité et en les liant à la section « Notes et références ».

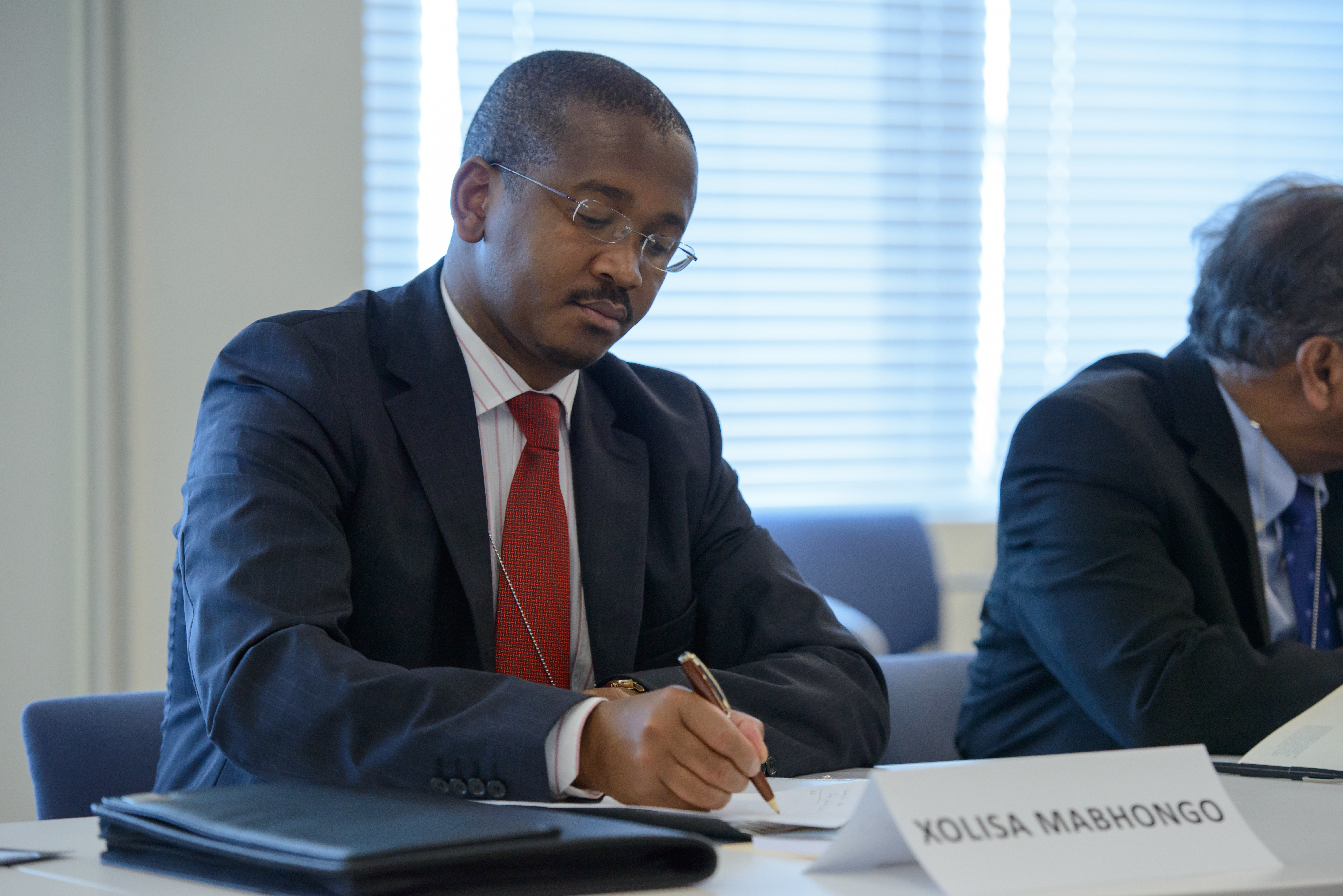
Xolisa Mabhongo, représentant permanent de l'Afrique du Sud auprès de l'ONU à Vienne et membre du Groupe de personnalités éminentes (GEM)

Un représentant permanent aux Nations unies, parfois appelé ambassadeur aux Nations unies ou, rarement, ambassadeur permanent à l'ONU, est un diplomate dirigeant une mission diplomatique auprès de l'Organisation des Nations unies (ONU). Les plus haut placés sont ceux assignés au siège des Nations unies à New York (États-Unis), mais les États membres nomment des représentants permanents aux autres sièges de l'ONU à Genève (Suisse), Vienne (Autriche), et Nairobi (Kenya), ou d'autres organes de l'ONU.
Beaucoup de pays, dont les États-Unis, désignent leur représentant permanent à l'ONU sous le nom d'« ambassadeur à l'ONU ». Néanmoins, si le représentant permanent détient le rang diplomatique d'un ambassadeur (ou d'un haut-commissaire), il est accrédité auprès d'une organisation internationale, et non d'un chef d'État (comme le serait un ambassadeur) ou d'un chef de gouvernement (comme le serait un haut-commissaire).
La position de représentant permanent à l'ONU n'est pas la même que celle d'ambassadeur de bonne volonté à l'ONU. Cependant, le terme d'« ambassadeur » est plus régulièrement employé pour décrire les diplomates de chaque gouvernement qui sont désignés pour gérer les relations avec un autre État.

## Représentants aux conseils de l'ONU
Certains diplomates représentent leur État aux conseils de l'ONU, comme le Conseil économique et social des Nations unies.

## Ambassadeurs de bonne volonté
L'UNESCO a des ambassadeurs de bonne volonté, parfois des célébrités américaines qui interviennent comme des ambassadeurs sur des sujets particuliers. Cette fonction n'est pas la même que celle de représentant permanent. L'UNESCO a aussi des délégués permanents dirigeant les missions diplomatiques à l'organisation, plutôt que des représentants permanents. 
Le Haut Commissariat des Nations unies pour les réfugiés a des ambassadeurs de bonne volonté similaires.